# Petras Klimas

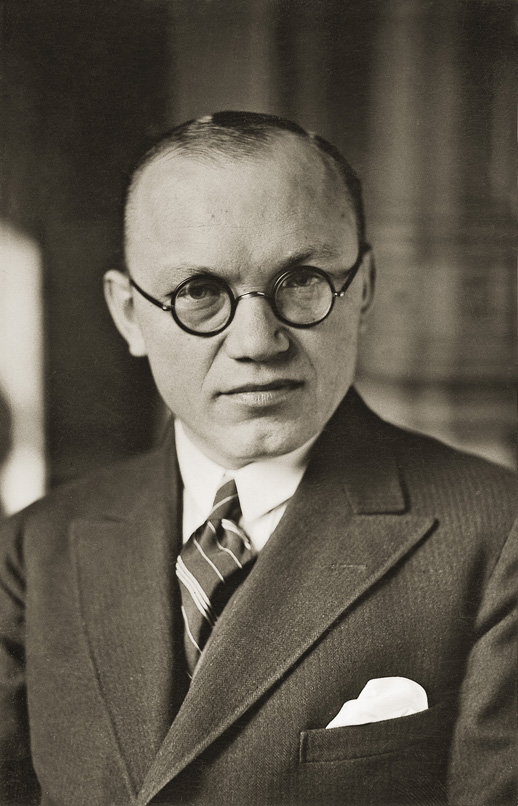

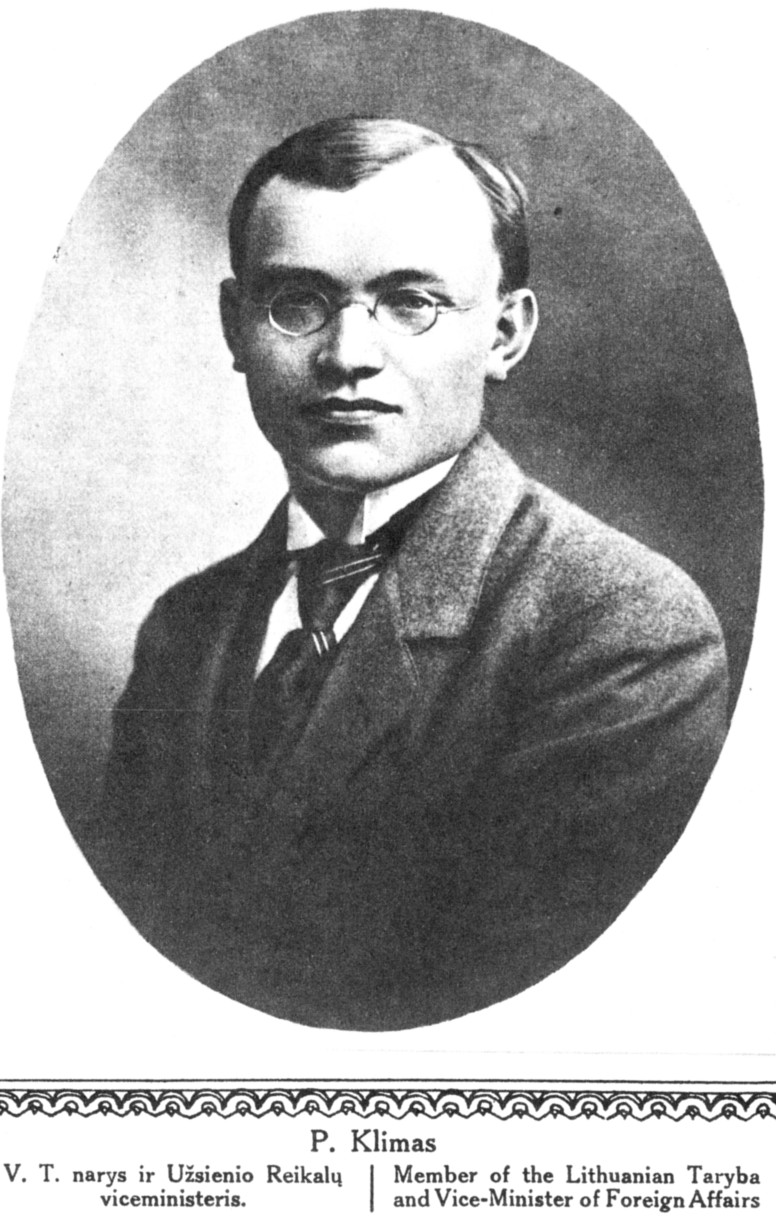
Petras Klimas

Petras Klimas (* 23. Februar 1891 in Kušliškiai, Wolost Kalvarija (jetzt Gemeinde Kalvarija); † 16. Januar 1969 in Kaunas, Litauische SSR) war ein litauischer Jurist, Politiker und Diplomat.

## Leben
Die Grundschulbildung bekam Klimas in Kalvarija. Dann lernte er auf Russisch in der 4-jährigen Bezirksschule Liudvinavas bei Marijampolė. 1905 absolvierte Klimas 4 Klassen und besuchte die Druckerei von „Vilniaus žinios“ und das Haus von Verleger Petras Vileišis bei der Exkursion in Vilnius. 1910  absolvierte Klimas das Gymnasium Marijampolė  und 1914 das Studium der Rechtswissenschaft an der Universität Moskau in Russland und arbeitete danach an der Rechtsfakultät der Universität.
1915 kam Klimas nach Vilnius, Litauen. 1916 bereitete er das Memorandum an den USA-Präsidenten Woodrow Wilson mit. Er war faktischer Redakteur der Zeitung „Lietuvos aidas“. 1917 wurde Mitglied von  Lietuvos Taryba. Ab 1919 lebte Klimas in Kaunas und arbeitete im Außenministerium Litauens. Er war Vizeminister und Minister. Er nahm als Mitglied der litauischen Delegation an der Pariser Friedenskonferenz 1919 teil. Von 1920 bis 1923 war er Hochschullehrer an der Lietuvos universitetas in Kaunas. Im Jahr 1923 wurde er Botschafter in Rom (dann in Frankreich, Belgien und Spanien). 1945 wurde er verhaftet und war im Lukiškės-Gefängnis und dann im ehemaligen Lager Kopeisk in Russland, in der Oblast Tscheljabinsk im Südural. Er erkrankte an chronischer Bronchitis, Diabetes, Mikro- und Makroangiopathie, die Netzhaut veränderte sich, die Ärzte diagnostizierten Herzinsuffizienz und Katarakte. Erst im Dezember 1954 kam er frei.
Klimas war parteilos.
Sein Grab befindet sich im Friedhof Petrašiūnai, Kaunas.

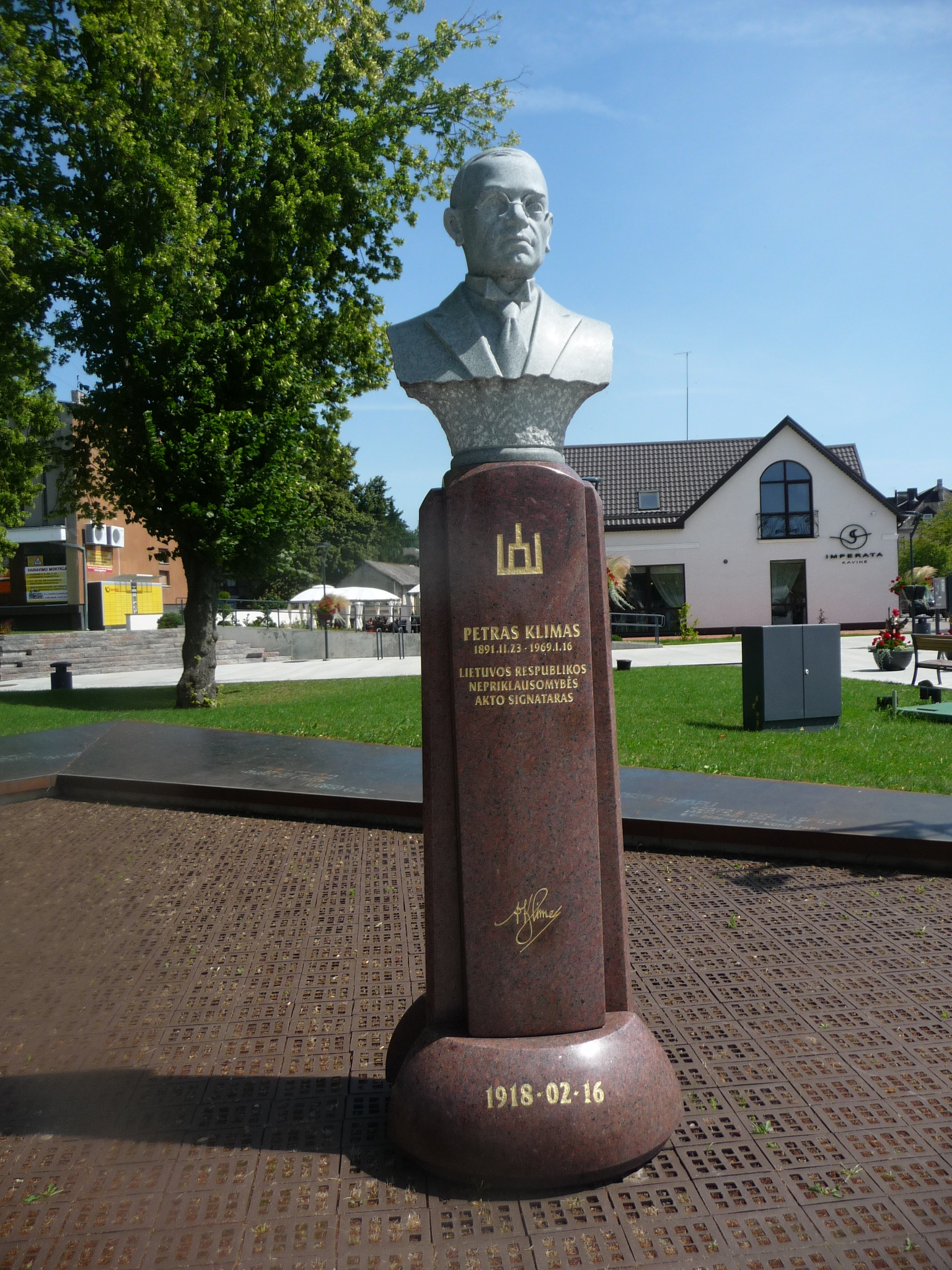
Gedenkstele für Petras Klimas in seinem Geburtsort in Litauen

## Familie
Er war der Sohn von   Bernardas Klimas (1858–1901) und Elena Klimienė (Rašytinaitė) (1866–1937). In der Familie wuchsen neben Petras auch Sergijus Klimas (1885–1941), Adolfas Klimas (1889–1985) und die Schwester Marija Elena Klimaitė (1896–1931).
Petras Klimas war verheiratet mit Bronislava Mėginaitė  (1892–1957), der Tochter  der Schwester Severija des Schriftstellers Vaižgantas. Die Kinder waren der Sohn Petras Klimas und die Tochter Eglė Fourier-Ruelle (Klimaitė) (1892–1957).

## Werke
- Der Werdegang des litauischen Staates

## Bibliografie
- Petras Klimas: valstybininkas, diplomatas, istorikas, kankinys (sud. Albertas Gerutis). – Cleveland: Viltis, 1978.
- Petras Klimas. Iš mano atsiminimų. – Vilnius: Lietuvos enciklopedijų redakcija, 1990.
- Petras Klimas. Lietuvos diplomatinėje tarnyboje 1919–1940 m. – Vilnius: Mintis, 1991.